# Bibliothèque Chelliana
La bibliothèque Chelliana (Bibioteca comunale Chelliana) est une bibliothèque publique située à Grosseto, chef-lieu de la Province de Grosseto, en Italie.
La bibliothèque est située au Palazzo Mensini, dans le centre historique de la ville.

## Histoire
La bibliothèque a été fondée en 1860 par Giovanni Chelli (it). En 1865, elle devint une bibliothèque publique sous le nom de Biblioteca comunale Chelliana. 
L'écrivain italien Luciano Bianciardi a été directeur de la bibliothèque de 1951 à 1954.